# توماس جي. ستيل
توماس جي. ستيل هو سياسي أمريكي، ولد في 19 مارس 1853 في روشفيل في الولايات المتحدة، وتوفي في 20 مارس 1920 في سيوكس سيتي في الولايات المتحدة. نشط حزبياً في الحزب الديمقراطي. وقد انتخب عضو مجلس النواب الأمريكي ‏.